# Закон площадей для горизонтов событий чёрных дыр
Закон площадей для горизонтов событий чёрных дыр — сумма площадей горизонтов событий черных дыр в ходе любых классических процессов не убывает со временем. Доказан в 1971 г. С. Хокингом на основе основных принципов общей теории относительности. Из него следует, что площадь горизонта событий образовавшейся после слияния двух черных дыр черной дыры будет больше суммы площадей исходных черных дыр.

## Наблюдательное подтверждение
В 2021 г. было получено первое наблюдательное подтверждение закона площадей
 на основе использования характеристик первого гравитационно-волнового сигнала, GW150914, зарегистрированного интерферометром LIGO в 2015 г.
Из сравнения экспериментально полученных характеристик сигналов GW150914, наблюдавшихся до и после слияния двух черных дыр, с теоретически рассчитанными значениями удалось определить массы, угловые моменты и площади горизонтов черных дыр, измеренные до и после слияния, и показать, что сумма начальных площадей горизонтов черных дыр меньше конечной площади с вероятностью 95-97 %. Этот результат свидетельствует об еще одной успешной наблюдательной проверке общей теории относительности.